# Nye County

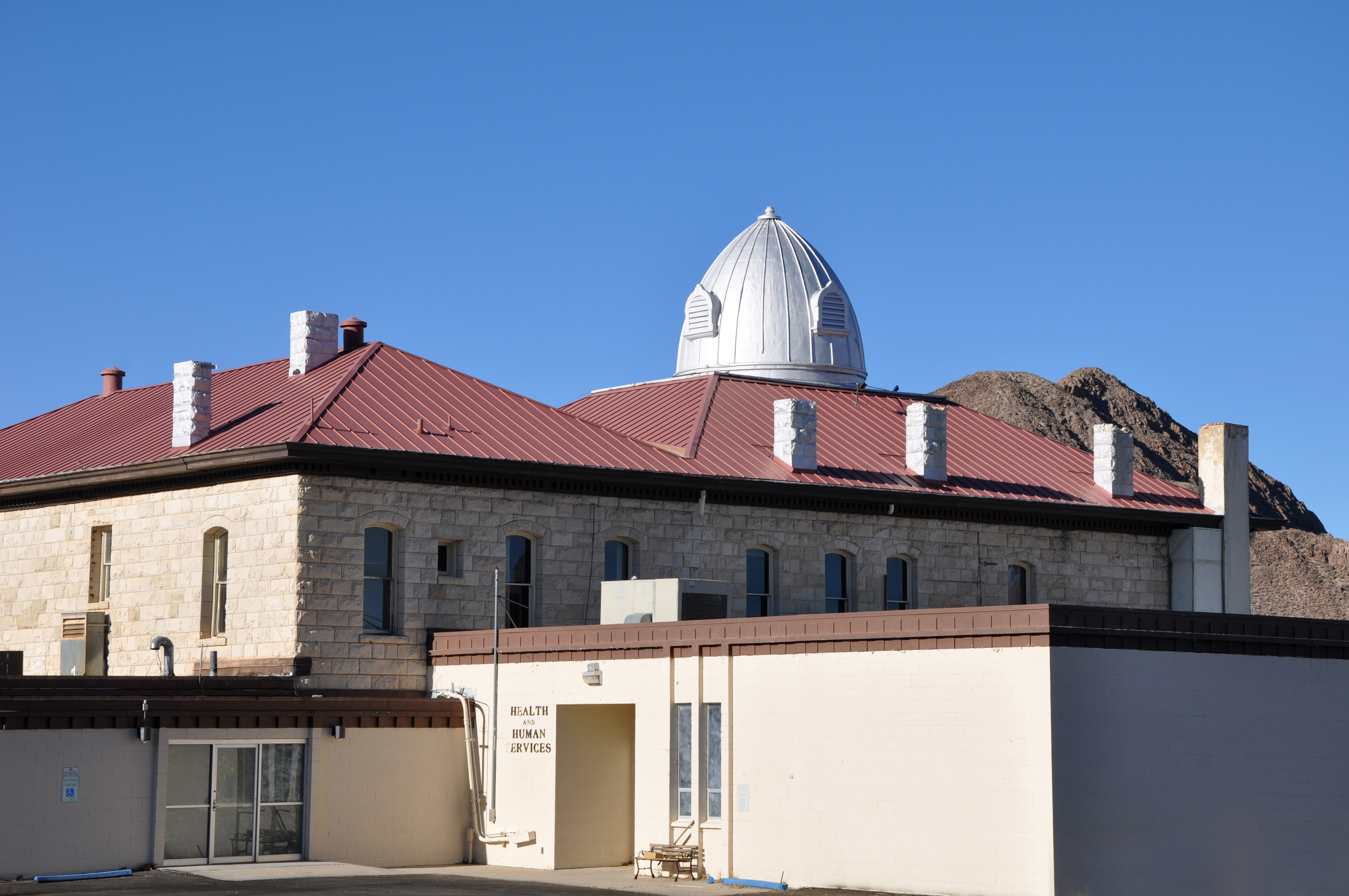
Nye County Courthouse

Nye County is een county in de Amerikaanse staat Nevada.
De county heeft een landoppervlakte van 47.000 km² en telt 43.946 inwoners (volkstelling 2010). De hoofdplaats is Tonopah, maar Pahrump is met zijn ruim 36.000 inwoners veruit de grootste plaats van de county.

## Transport
Nye County wordt doorkruist door twee hoofdwegen, U.S. Route 6, die de county bij Tonopah binnenkomt en bij Currant in het noordoosten verlaat, en U.S. Route 95, die door Tonopah loopt en daarnaast in het zuiden van de county door onder andere Beatty. Verder bevinden zich de volgende state routes in Nye County:
- SR 160
- SR 267
- SR 318
- SR 361
- SR 372
- SR 373

- SR 374
- SR 375
- SR 376
- SR 377
- SR 379
- SR 844

De US routes en state routes worden onderhouden door het NDOT en hebben bij elkaar opgeteld een lengte van in totaal 890 kilometer. Van die wegen was volgens het NDOT de SR 160 gemiddeld het drukste; daar passeerden in 2013 namelijk dagelijks 21.000 voertuigen het meetstation. In de county is geen openbaar vervoer beschikbaar. Naast wegen bevinden zich in Nye County rond de vijftien vliegvelden en start- en landingsbanen, waarvan drie in bezit zijn van het bestuur van de county.